# Micromeria kerneri
Micromeria kerneri là một loài thực vật có hoa trong họ Hoa môi. Loài này được Murb. mô tả khoa học đầu tiên năm 1892.